# Formerie
Formerie es una comuna nueva francesa situada en el departamento de Oise, de la región de Alta Francia.

## Historia
El 1 de enero de 2019 pasó a ser una comuna nueva al absorber la comuna de Boutavent.

## Demografía
Según los datos aportados en la resolución del prefecto de Oise, la comuna nueva se crea con 2190 habitantes.

## Composición
| Comuna fusionada | Código INSEE | Población (2016) | Superficie (km²) | Densidad (hab./km²) |
| ---------------- | ------------ | ---------------- | ---------------- | ------------------- |
| Boutavent        | 60096        | 110              | 4.37             | 25                  |
| Formerie         | 60245        | 2035             | 8.45             | 241                 |